# D1003 (Aisne)
De D1003 is een departementale weg in het Noord-Franse departement Aisne. De weg loopt van de grens met Seine-et-Marne via Château-Thierry naar de grens met Marne. In Seine-et-Marne loopt de weg als D603 verder richting Meaux en Parijs. In Marne loopt de weg verder als D3 richting Épernay en Châlons-en-Champagne.

## Geschiedenis
Tot 2006 was de D1003 onderdeel van de N3. In dat jaar is de weg overgedragen aan het departement en omgenummerd tot D1003.